# Ernest Francillon

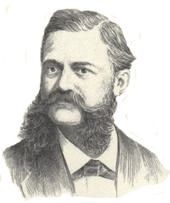
Ernest Francillon

Ernest Francillon (* 10. Juli 1834 in Lausanne; † 3. April 1900 in Saint-Imier) war ein Schweizer Uhrmacher, Unternehmer und Politiker. Er ist der Begründer von Longines. Von 1881 bis 1890 vertrat er den Kanton Bern im Nationalrat.

## Biografie
Der Sohn des Eisenhändlers Marc Francillon erhielt in Lausanne, Vevey und Stuttgart eine kaufmännische Ausbildung. Nachdem er in Môtier (Gemeinde Haut-Vully) zusätzlich eine Uhrmacherlehre absolviert hatte, zog er 1852 nach Saint-Imier im Berner Jura und trat in das Unternehmen seines Onkels Auguste Agassiz (Bruder des Naturforschers Louis Agassiz) ein. Zwei Jahre später zog sich Agassiz zurück und übertrug Francillon die Unternehmensleitung. Francillon suchte nach Möglichkeiten, die Herstellung von Uhren zu rationalisieren. 1866 erwarb er ausserhalb von Saint-Imier ein Grundstück namens les Longines («die länglichen Wiesen») und liess dort eine Fabrik errichten. Dort wurden ab 1867 Taschenuhren mit der Zeichnung «E. Francillon, Longines, Suisse» hergestellt.
Francillon war Oberstleutnant der Schweizer Armee und Freimaurer. Seine politische Hauptanliegen waren der Ausbau des Eisenbahnnetzes und die Förderung der Uhrenindustrie. 1871 übernahm er das Verwaltungsratspräsidium der Chemins de fer du Jura bernois (Jura-Bern-Luzern-Bahn) und hatte dieses Amt bis 1888 inne, von 1890 bis 1898 war er Vizepräsident der daraus hervorgegangenen Jura-Simplon-Bahn. Von 1878 bis 1882 war Francillon Abgeordneter des Berner Grossen Rates. Bei den Wahlen 1881 wurde er für den Nationalratswahlkreis Bern-Jura in den Nationalrat gewählt. Er gehörte bis 1890 der freisinnigen Fraktion an und galt als Experte für Zollfragen. Zusätzlich amtierte er im Jahr 1887 als erster Präsident der Gemeindelegislative von Saint-Imier.
Die Unternehmensleitung ging später an seinen Neffen Adrien Francillon über; sein Grossneffe André Francillon war Präsident des separatistischen Rassemblement jurassien.

## Bilder

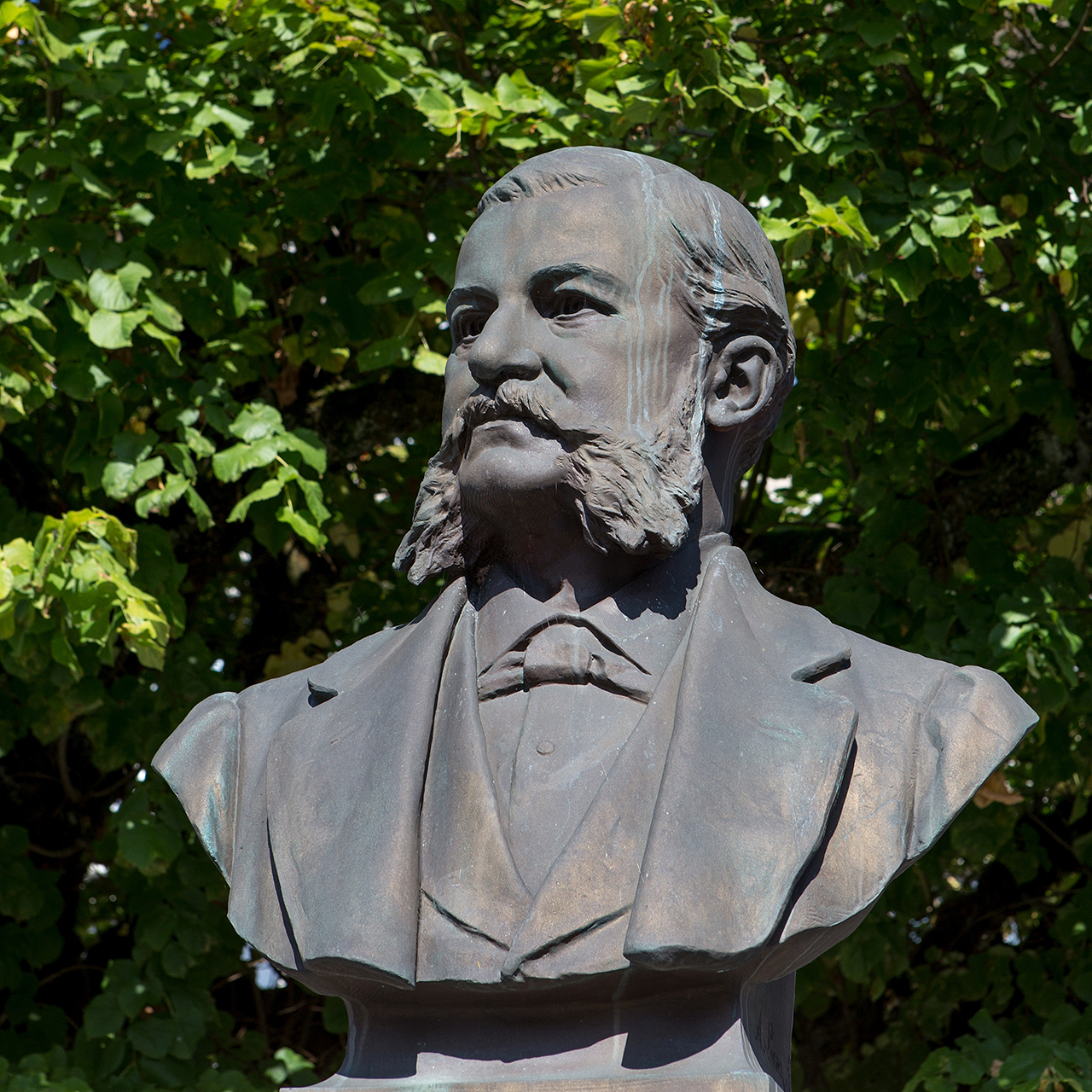
Büste des Ernest Francillon
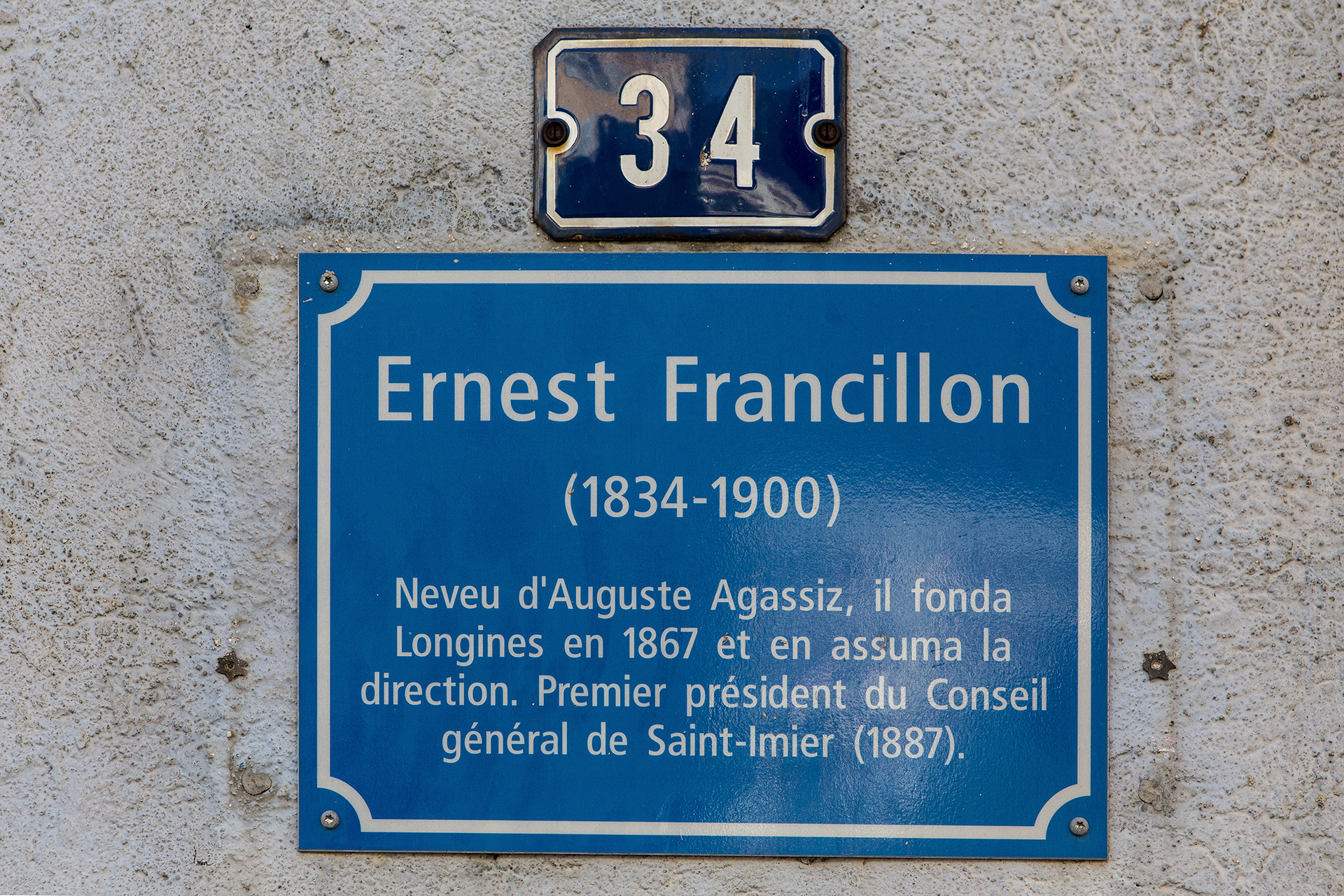
Gedenktafel an Ernest Francillon
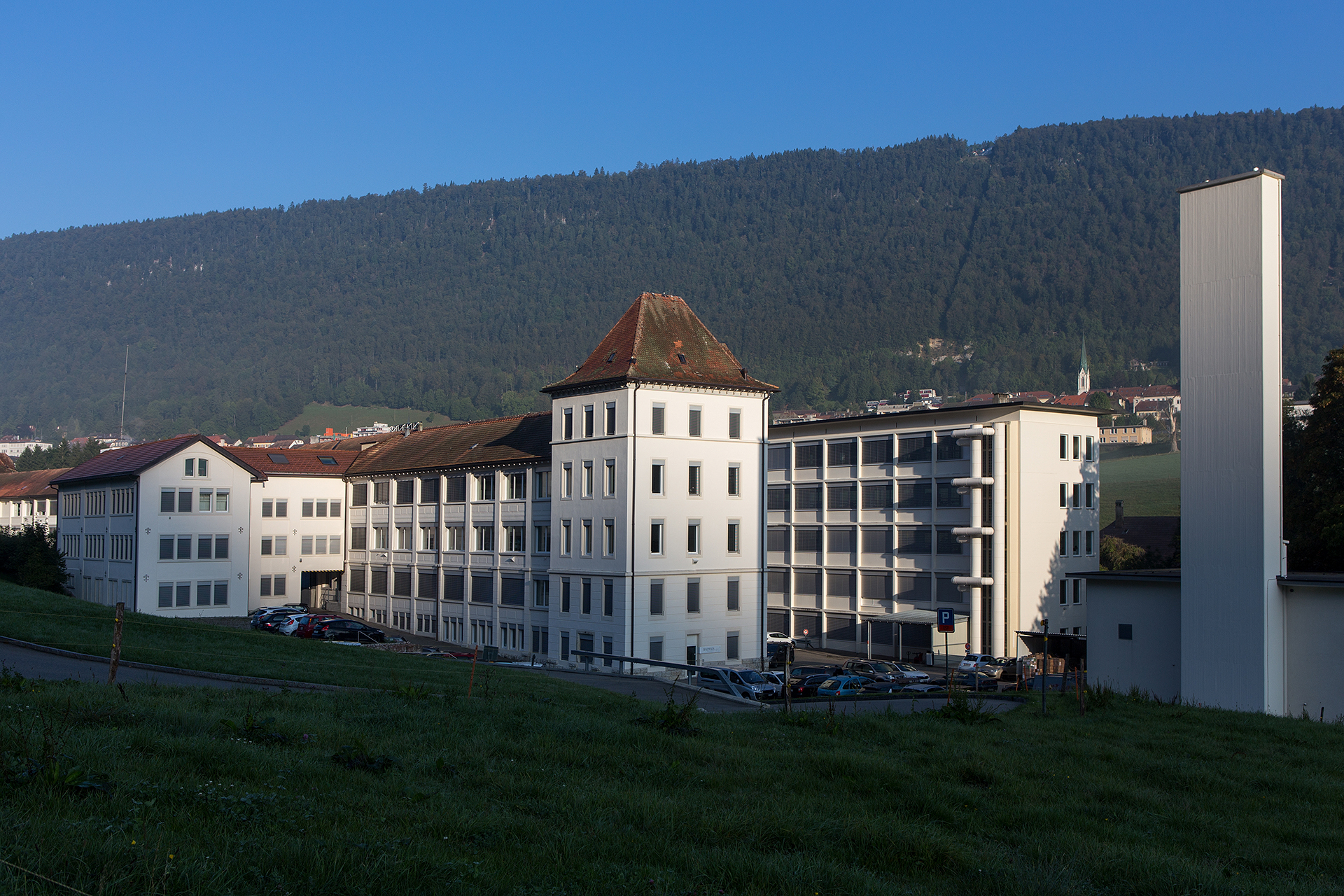
Gebäudekomplex der Longines (2016)